# 政治異化
在政治學中，政治異化（英語：Political alienation）是指公民個人對現行政治制度的疏遠感或排斥感。在代議制民主國家，這通常會導致選民冷漠，以及在選舉中棄选和弃投。

## 內容和類別
政治異化不應與選民冷漠（英語：Voter apathy）的概念相混淆，後者描述了一個人對投票和/或投票過程的冷漠。在政治上，政治異化的人感到被迫投票，但由於他們對系統的無足輕重的感覺而受到限制。他們覺得競選公職的人代表不足或根本沒有代表他們；他們的最大利益或關切未被考慮。
政治異化分為兩大類：政治無能和政治不滿。在第一種情況下，異化是他們的環境強加給個人的，而在第二種情況下，異化是由他們自願選擇的。
政治異化至少有五種表現形式：
1. 政治無力—個人認為他們無法影響政府行為的感覺。
2. 政治無意義—個人認為政治決策不明確且不可預測的看法。
3. 政治無常—個人認為旨在管理政治關係的規範或規則已被打破，並且偏離規定的行為很普遍。
4. 政治孤立—個人對社會其他成員廣泛持有和共享的政治規範和目標的拒絕。
5. 政治失望—由於統治階級的不良行為，例如領導者因做可恥的事情而引起醜聞，個人對政治決策或參與不感興趣。

政治異化與反政治（英語：Anti-politics）重疊，這兩個概念之間很可能存在因果關係。異化與反政治情緒不同，後者傾向於關注對政客和政治精英的負面評價，而異化可能包含對政治制度其他要素的不滿，例如選舉制度、政黨制度或民主理念社會。
政治異化與政治效能負相關。政治異化最常見的選舉後果是棄權和抗議投票。
在美國現行的選舉制度中，許多選民認為，如果他們不同意大多數人的意見，他們的選票在所屬的州就沒有意義了。通常在大選中投票給民主黨的選民，但生活在一個以共和黨為主的州，往往不太願意投票。生活在以民主黨為主的州的共和黨人也是如此。在這些情況下，選民覺得他們的投票在選舉人團中似乎不再重要。

### 2016年美國總統選舉
2016年美國總統選舉將該類現象視為競選的核心問題之一。候選人唐納·川普和希拉里·克林頓都向美國中西部各州的工人階級發出呼籲，指出他們覺得自己的選票似乎沒有什麼分量，並表示社區已被過去的候選人拋棄。特朗普和克林頓對城市地區的黑人和拉丁裔選民也做了同樣的事情，表達了對過去該類現象的擔憂。
據估計，當年總統選舉的選民投票率為合格投票人口的 55.5%。這次選舉還看到搖擺州的選民有所增加，生活在“安全”州的選民有所減少。

## 可能的解決方案
歷史學家 David van Reybrouck 將西方民主當前之此類問題描述為「民主疲勞綜合症」。作為選民與政黨和政治家異化的解決方案，他提倡基於抽籤式民主的審議式民主。